# Es begann in Schneiders Opernhaus
Es begann in Schneiders Opernhaus (Originaltitel: Mother Wore Tights, Verweistitel: Die reizendsten Eltern der Welt) ist eine US-amerikanische Filmkomödie von Walter Lang von 1947 mit Betty Grable und Dan Dailey sowie Mona Freeman in den Hauptrollen. Erzählt wird die Geschichte einer Varieté-Familie. Das Drehbuch basiert auf Miriam Youngs Buch Mother Wore Tights, das 1944 in New York erschien. Es handelt sich um einen der populärsten Filme von Betty Grable.
Der Film erhielt drei Oscarnominierungen. In der Kategorie „Beste Filmmusik in einem Musikfilm“ ging Alfred Newman für seine Musik siegreich aus der Nominierung hervor. 

## Handlung
Nachdem Myrtle McKinley im Jahr 1900 die High School in Oakland in Kalifornien abgeschlossen hat, gehen ihre Großeltern, bei denen das Mädchen lebt, davon aus, dass Myrtle das Business College in San Francisco besuchen wird. Myrtle hat jedoch ganz andere Pläne und schließt sich einem Varieté an. Dort lernt die junge Dame den Sänger und Tänzer Frank Burt kennen, mit dem sie alsbald ein Traumduo auf den Varietébühnen bildet. Myrtle erhofft sich in naher Zukunft eine Ehe mit Frank. Als er jedoch keine Anstalten macht, verlässt sie ihn und tritt mit einem anderen Sänger auf. Schnell muss Myrtle jedoch feststellen, dass diese Auftritte lange nicht so erfolgreich sind, wie die mit Frank, und so kehrt sie zu ihm zurück. Nach kurzer Zeit macht Frank ihr dann tatsächlich den ersehnten Heiratsantrag, und als glückliches Paar bereisen sie in der Folgezeit das Land und eilen von Auftritt zu Auftritt. 
Als Myrtle schwanger wird, zieht sie sich ins Privatleben zurück, während Frank weiter auftritt, nun mit wechselnden Partnerinnen. Myrtle, die auf dem Anwesen ihrer Großeltern lebt, bringt ein Mädchen zur Welt, das den Namen Iris erhält. Drei Jahre später wird dem Paar eine weitere Tochter geboren, Mikie. 
Nachdem wiederum einige Jahre vergangen sind, bekommt Myrtle ein Telegramm von Frank, der sie dringend bittet als Ersatz für eine Partnerin, die überraschend abgesprungen ist, einzuspringen. Nur allzu gern kommt Myrtle diesem Wunsch nach und ab sofort geht das Paar wieder gemeinsam auf Tournee und ist erfolgreicher als je. Iris und Mikie werden inzwischen von ihrer Großmutter betreut, leiden aber darunter, dass sie ihre Eltern nur so selten sehen. 
Als die Familie auch an Weihnachten wieder getrennt ist, werden die Mädchen von der Großmutter zu ihren Eltern geschickt, die gerade in Boston gastieren. Sie genießen die familiäre Atmosphäre sehr, die in der Varietétruppe herrscht. 
Wiederum verstreicht die Zeit, bis die Familie wieder vereint einen Sommerurlaub verbringen kann. Auch hier gelingt es allen vier Familienmitgliedern, den etwas langweiligen Ort positiv zu beleben. Die junge Iris lernt zudem Bob Clarkman kennen, der zu den angesehensten Familien in der Gegend gehört. Nach diesem Urlaub werden Iris und Mikie ganz in Bobs Nähe von ihren Eltern in einem exklusiven Internat untergebracht. So kann Iris Bob auch weiterhin treffen. Als die Eltern dann in der Stadt einen Auftritt planen, ist Iris entsetzt; sie schämt sich vor Bob und den Mitschülerinnen, die nun vom Beruf ihrer Eltern erfahren werden. Ganz anders dagegen Mikie, die ihre Schwester zurechtweist. Myrtle hat inzwischen mit der Schulleiterin verabredet, dass die Klassenkameradinnen der Mädchen ihre Vorstellung besuchen. Diese sind restlos begeistert von Iris Eltern, die erkennt, wie dumm sie gewesen ist. Und so kommt es, dass Iris einige Zeit später aufgrund ihrer musikalischen Begabung Ehrenstudentin wird. Es stellt sich heraus, dass beide Mädchen die Liebe ihrer Eltern zum Showbusiness geerbt haben und in ihre Fußstapfen treten. Iris und Bob heiraten, und auch Mikie findet den richtigen Mann fürs Leben, und alsbald stellen sich auch Kinder ein, die immer wieder gern ihre Großeltern besuchen kommen.

## Hintergrund
Die Filmaufnahmen entstanden in der Zeit von Mitte Oktober 1946 bis Mitte Januar 1947 in den 20th Century Fox Studios in Los Angeles in Kalifornien. Dem Film stand ein geschätztes Budget von 2.727.000 Dollar zur Verfügung. Als Ausführender Produzent fungierte Darryl F. Zanuck. 
Das Studio kaufte die Rechte an Miriam (Mikie) Youngs Buch, einer Biografie über ihre Eltern, im Oktober 1945 für 23.000 Dollar. Frank A. Burt, geb. als Augustus Berek, und Myrtle McKinley, durchlebten eine lange Karriere beim Varieté als „Burt und Rosedale“. Ursprünglich hatte das Studio bekanntgegeben, dass Peggy Ann Garner die Rolle der Iris übernehmen sollte, die schließlich von Mona Freeman gespielt wurde. Das Lux Radio-Theatre strahlte am 2. Februar 1948 eine dem Hörfunk angepasste Version von Mother Wore Tights mit Betty Grable und Dan Dailey aus.
Betty Grable erzählte oft, dass dieser nostalgische auf einer wahren Geschichte beruhende Musicalfilm ihr persönlicher Favorit unter ihren zahlreichen Filmen gewesen sei. Er entstand auf dem Höhepunkt ihrer Popularität und eines glücklichen Privatlebens und zeigt ihr Talent und ihre heitere Persönlichkeit. Mit Dan Dailey stimmte zudem die Chemie. Die Dreharbeiten verzögerten sich allerdings, weil das Studio erfolglos mit Warner Bros. wegen der Ausleihung von James Cagney und mit MGM wegen Fred Astaire verhandelte. Als die Dreharbeiten schließlich im Oktober 1946 begannen, war Grable mit ihrer zweiten Tochter schwanger. Der von Zanuck angeheuerte Dan Dailey erwies sich als perfekter Partner für Grable. Sie drehten drei weitere Filme zusammen und blieben Freunde für Leben. Mother Wore Tights wurde ein großer Kinoerfolg.
Grable war einer der Top-Ten-Kassenstars für zehn Jahre, beginnend im Jahr 1942; acht Jahre davon war sie sogar der weibliche Topstar und übertraf im Jahr 1943 alle anderen. Bis 1945 war Grable der bestbezahlte Star in Hollywood und verdiente fast 300.000 Dollar im Jahr.
Musik im Film
- Ta-ra-ra Boom-der-é, Musik: Henry J. Sayers
- M-O-T-H-E-R (A Word That Means the World to Me), Musik: Theodore Morse, Text: Howard Johnson, gesungen von einem Chor auf einer Party
- Daddy, You’ve Been a Mother to Me, geschrieben von Fred Fisher, gesungen von einem Chor auf einer Party
- Burlington Bertie from Bow, geschrieben von William Hargreaves, gesungen und getanzt von Dan Dailey, später auch von Betty Grable
- You Do, Musik: Josef Myrow, Text: Mack Gordon, gesungen und getanzt von Dan Dailey (mit Chor) sowie von Betty Grable (mit Quartett); auch von Mona Freeman, Gesangsstimme von Imogene Lynn
- This Is My Favorite City, Musik und Text wie zuvor, gesungen und getanzt von Dan Dailey und Betty Grable
- We’re a Couple of Broadway Brothers, Musik und Text wie zuvor, gesungen und getanzt wie zuvor
- Kokomo, Indiana, Musik und Text wie zuvor, gesungen und getanzt wie zuvor
- Tra-La-La-La, Musik und Text wie zuvor, gesungen von Betty Grable, Dan Dailey und Connie Marshall
- There’s Nothing Like a Song, Musik und Text wie zuvor, vorgetragen von Betty Grable und Dan Dailey
- Fare-Thee-Well, Dear Alma Mater, Musik und Text wie zuvor, gesungen von einem Chor
- Rolling Down Bowling Green/On a Little Two-Seat Tandem, Musik und Text wie zuvor, vorgetragen wie zuvor
- Silent Night, Holy Night, geschrieben von Franz Gruber, vorgetragen von Mona Freeman mit der Stimme von Imogene Lynn
- The Mountain, geschrieben und vorgetragen von Señor Wences
- Lily of the Valley, Musik: Anatol Friedland, Text: L. Wolfe Gilbert, gesungen von allen und einem Chor
- Singing Down the Lane, Musik: Isham Jones, Text: Gus Kahn, gesungen von Mona Freemann/Imogene Lynn, Robert Arthur (I) und einem Chor
- Stumbling, geschrieben von Zez Confrey, gesungen von Lee Patrick und Chick Chandler
- At a Georgia Camp Meeting, geschrieben von Kerry Mills, getanzt von Betty Grable, Stephen Kirchner und einem Chor in der Schul-Musical-Szene
- Put Your Arms Around Me, Honey (I Never Knew Any Girl Like You), Musik: Albert Von Tilzer, Text: Junie McCree, gesungen von den Chorgirls

## Veröffentlichungen
Der Film wurde in den USA am 20. August 1947 in New York unter dem Originaltitel Mother Wore Tights erstaufgeführt, am 20. September 1947 lief er dann allgemein in den Kinos an. In Deutschland lief der Film nicht im Kino. Premiere hatte er am 22. Februar 1991 im Fernprogramm von Pro 7. Alternativ lief er in Deutschland auch unter dem Titel Die reizendsten Eltern der Welt. 
Weitere Veröffentlichungstermine und Titel:
- Schweden: 17. November 1947 – Skandal efter noter
- Australien: 26. Februar 1948 – wie in den USA
- Argentinien: 25. November 1948 – Siempre en tus brazos
- Frankreich: 13. Mai 1949 – Maman était new-look
- Portugal: 20. Juni 1949 – Sempre nos Teus Braços
- Niederlande: 16. September 1949 – Moeder was Actrice
- Österreich: 8. April 1950 – Die Betty vom Variete[5]
- Finnland: 17. Oktober 1952 – Kevytmielinen äitini
- Spanien: (Madrid): 6. Juli 1953 – Siempre en tus brazos
- Belgien (französischer Titel): Maman était vedette
- Brasilien: …E os Anos Passaram, alternativ E os Anos Se Passam
- Griechenland: Panta stin angalia sou

## Kritik
Die Bewertungen beim Erscheinen des Films reichten von lauwarm bis begeistert. Die Kritiker der New York Times sprachen von einer „ziemlich guten Gesangs- und Tanzshow“. Über Betty Grable hieß es, dass sie „in Technicolor Balsam für die Augen“ sei und auch Dan Dailey zeige ein „hohes Maß an Persönlichkeit“. Time fand den Film „ein wenig schwach auf der dramatischen Ebene“, fand für die Stars aber wohlwollende Worte. Auch dort wurde Dan Daileys Persönlichkeit hervorgehoben und man äußerte, dass er wirklich singen und tanzen könne. Auch Betty Grable könne singen und ihre Freude, eine großzügige und glückliche Frau zu spielen, sei „ansteckend“, was kleine schauspielerische Mängel überdecke. Was sie aber wirklich könne, sei tanzen. Und sie habe immer noch unbestritten die schönsten Beine in der Branche.
Das Lexikon des internationalen Films konzedierte der Verfilmung: „Gut gespielter musikalischer Unterhaltungsfilm ohne tiefere Absichten.“

## Auszeichnungen
- 1948: Oscar für Alfred Newman in der Kategorie „Beste Filmmusik in einem Musikfilm“
- 1948: Harry Jackson war für seine Arbeit an der Kamera für einen Oscar in der Kategorie „Beste Kamera in einem Farbfilm“ nominiert, musste sich jedoch Jack Cardiff und seiner Kameraführung in dem Filmdrama Die schwarze Narzisse geschlagen geben.
- 1948: Josef Myrow und Mack Gordon waren für ihren Song You Do für einen Oscar nominiert, unterlagen jedoch Allie Wrubel und Ray Gilbert und deren Song Zip-a-Dee-Doo-Dah aus dem Disney-Musicalfilm Onkel Remus’ Wunderland.